# Grötzingen (Karlsruhe)

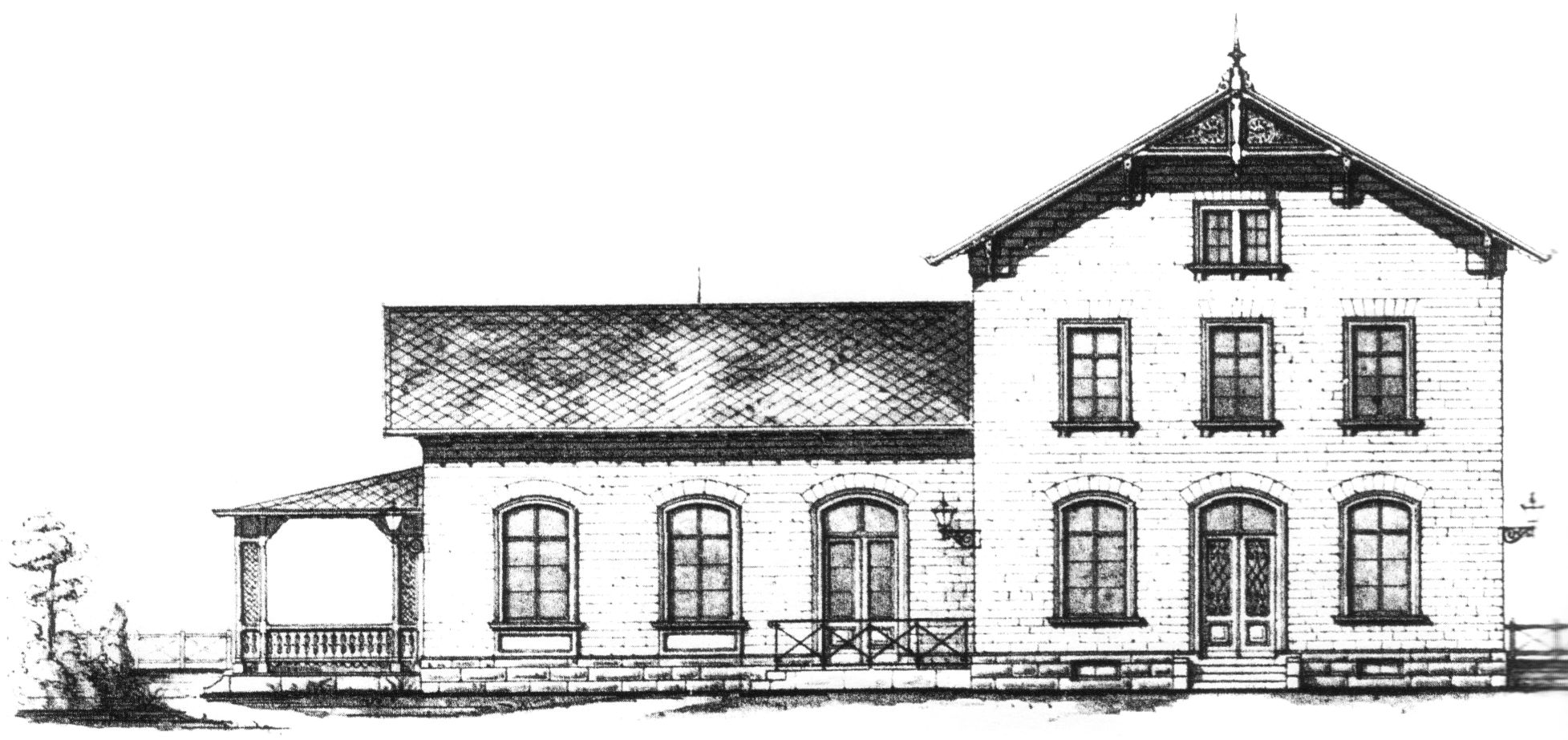
Dworzec kolejowy w Grötzingen na XIX-wiecznej grafice

Grötzingen – wschodnia dzielnica niemieckiego miasta Karlsruhe, położona w dolinie rzeki Pfinz u podnóża Schwarzwaldu. Do 1 stycznia 1974 stanowiła samodzielną miejscowość. Powierzchnia dzielnicy wynosi 1 133,58 km², w 2003 r. liczba mieszkańców wynosiła 9275 osób.
Pierwsze osady na tym terenie powstały w IV i VII wieku odpowiednio na północnym i południowym brzegu rzeki. W 991 r. miejscowość została po raz pierwszy wzmiankowana jako Grezingen w księgach klasztoru Weißenburg. W XII w. Grötzingen należał do rodu Staufów, wówczas założono jego terenie kolejną miejscowość, Durlach. W XIII w. po raz pierwszy wzmiankowany był zamek, zapewne na obecnym Turmbergu. Gotycki kościół ze słynnym spiralnie skręconym hełmem wieżowym po raz pierwszy wzmiankowany był w roku 1255. Naprzeciw kościoła powstał w 1564 przez przebudowę starszego obiektu renesansowy pałacyk Augustenburg, własność margrabini Augusty-Marii z Baden-Durlach.
Miejscowość tradycyjnie dzieli się na Dzielnice Starokościelną, Górną, Środkową i Dolną. Ratusz z 1584 w Dzielnicy Środkowej otrzymał obecny kształt w 1688 r. W XVI i XVII w. Grötzingen ucierpiało przez zarazę, a następnie częściowo spłonęło podczas wojny trzydziestoletniej i palatynackiej wojny sukcesyjnej.
Grötzingen było sławne jako malownicze miasteczko o zabytkowej architekturze, badeńska siedziba wielu malarzy, którzy osiedlali się tam od 1888 r. (Friedrich Kallmorgen, August Fikentscher). Do dziś w dzielnicy działa wielu artystów malarzy i rzeźbiarzy oraz działają galerie.
W latach 70. XIX w. przeprowadzono przez miasto dwutorową linię kolejową Karlsruhe-Pforzheim-Mühlacker, która rozcięła miejscowość wzdłuż dzielnic, lecz zapewniła jednocześnie wygodny dojazd do stolicy Badenii, Karlsruhe. W czasie II wojny światowej miejscowość silnie ucierpiała, gdyż jego szachulcowa zabudowa była łatwopalna. Po wojnie w ramach odbudowy zdecydowano się uregulować i skanalizować często wylewającą rzekę Pfinz, a w miejscu jej zakola utworzono obszerny plac. Rozwinęła się część willowa, około 1970 r. wzniesiono jednak dwie grupy 12-kondygnacyjnych punktowców. Malowniczy klimat miejscowości został bezpowrotnie utracony.
1 stycznia 1974 r. miejscowość została przyłączona do Karlsruhe, stając się jedną z najbardziej na wschód wysuniętych jego dzielnic.
Ze względu na duże obciążenie przelotowej trasy z Karlsruhe do Bretten i Pforzheim poszerzono ją w latach 60. i 70. XX w., burząc kilka zabytkowych budynków z XVI-XIX w., część zaś przenosząc w okolice ratusza. Rozcięcie miejscowości przez drogę i kolej na trzy podłużne części stało się jednak na tyle uciążliwe, że w końcu lat 90. i na początku XXI w. zbudowano tunel drogowy dla przelotowej trasy oraz dwie kładki piesze nad torami i jeden wiadukt pieszo-drogowy.
Z centrum Karlsruhe miejscowość łączą dwie linie tramwaju dwusystemowego: S4 (od 1994) i S5 (od 1997), zaś z dzielnicą Durlach linie autobusowe 21 i 22.
Najważniejszymi zabytkami są:
- XIII-wieczny (pierwsza wzmianka w 1255 r.) kościół parafialny
- renesansowy Zamek Augustenburg, d. siedziba margrabiów Badenii Dolnej, zbudowany w 1564 r. poprzez przebudowę starszego obiektu
- ratusz zbudowany w 1584 r., w obecnym kształcie od 1688 r.
- stacja kolejowa powstała w latach 70. XIX w.